# سحار حديدي
السحار الحديدي (سيدروسيس) هو ترسب الحديد الزائد في أنسجة الجسم. عند استخدام المصطلح دون مؤهلات، يشير عادةً إلى مرض بيئي في الرئة، يُعرف أيضًا باسم السحار الحديدي الرئوي أو مرض اللّحام، وهو أحد أشكال تغبر الرئة.
وُصف السحار الحديدي الرئوي أول مرة عام 1936 بعد التصوير بالأشعة السينية لرئتي عمال اللحام القوسي.
يُشتق اسم سيدروسيس من الكلمة اليونانية "سيدر(وس)" التي تعني الحديد، واللاحقة "-أوسيس".

## العلامات والأعراض
لا يسبب السحار الحديدي الرئوي عادةً تندب شديد في أنسجة الرئتين، ولهذا السبب يعد مرض غير تليفي على عكس داء الأسبست مثلًا، ويسمى أيضًا تغبر الرئة الحميد.
شوهدت ندبات خفيفة إلى متوسطة في الرئتين في حالات غير عادية من السحار الحديدي الرئوي. عانى هؤلاء المرضى من ضيق تنفس مستمر وسعال واختلال في وظيفة الرئة. رغم ذلك، في المهن التي يتعرض فيها العمال لغبار الحديد (أو الصدأ)، عادةً ما يتعرضون أيضًا لأشكال أخرى من الغبار مثل السيليكا، والتي تسبب عند الاستنشاق المتكرر لها سحار سيليسي خطير. لهذا السبب، من غير المعروف ما إذا كان استنشاق الحديد النقي أو الصدأ يمكن أن يسبب ندوبًا ضارة للرئتين والتي تشاهد في بعض حالات السحار الحديدي الرئوي. مع ذلك، أظهرت الدراسات نقص السيليكا في عينات الأنسجة التي جُمعت من المصابين بالسحار الحديدي الرئوي. يشير هذا إلى أن الحديد وحده كافٍ لإحداث تلف في الرئتين.
تظهر الأعراض عادةً بعد عدة السنوات، لكن تظهر في بعض الحالات النادرة في غضون عام.
يمكن أن يتسبب تعرض العين لغبار الحديد أيضًا في ظهور شكل آخر من أشكال السحار الحديدي، وهو السحار الحديدي العيني، أو حُداد العين، ما قد يسبب تغير لون العين، وحتى تلف في العين، مثل الساد والعشى. يحدث ذلك نتيجة التأثيرات الأكالة للحديد.

## السبب
يحدث السحار الحديدي الرئوي بسبب الاستنشاق المتكرر للحديد الناعم أو غبار الصدأ الذي يحدث عادةً على مدى عدة سنوات. يمكن أن يحدث هذا في أثناء العمل الذي يشمل اللحام أو التجليخ أو أعمال المسبك أو صناعة الطلاء أو تعدين الحديد الخام والمهن الأخرى المماثلة التي يتعرض فيها العامل لغبار أو أبخرة الحديد الناعم.

## التشخيص
يسبب السحار الحديدي الرئوي تغيرات ضمن الرئتين تظهر بوضوح في عينات الأنسجة وصور الأشعة السينية وغيرها من الدراسات الإشعاعية. عند أخذ عينة نسيج من الحويصلات الهوائية، يمكن رؤية ترسبات الحديد في جميع أنحاء العينة.

## العلاج
لا يوجد علاج لمرض التسمم الرئوي أو أمراض الرئة الخلالية الأخرى. بالتالي تكون الأضرار دائمة. يمكن علاج الأعراض.

## الإنذار
غالبًا ما تكون نهاية السحار الحديدي الرئوي سليمة إذا تجنب المريض استنشاق غبار الحديد أو الصدأ بشكل دائم. مع ذلك، ارتبطت أعمال اللحام بالإصابة بسرطان الرئة، وهي حالة قد تكون لها نتائج سيئة. لكن من غير المعروف ما إذا كان السحار الحديدي الرئوي يسبب السرطان بسبب أعمال اللحام على وجه التحديد أو أن حالات السرطان هذه حدثت بسبب عوامل مختلفة تمامًا.